# Nina Pripp
Nina  Margareta Elizabeth Pripp, född 10 juni 1942 i Göteborg, är en svensk jurist.
Nina Pripp blev juris kandidat vid Uppsala universitet 1966, genomförde därefter tingstjänstgöring 1966–1969 och blev byrådirektör på administrativa avdelningen i Svea hovrätt 1971. Hon var sakkunnig i Statsrådsberedningen 1972–1975 och i Justitiedepartementet 1976–1985, departementsråd i Statsrådsberedningen 1985–1987, expeditionschef i Bostadsdepartementet 1987–1989, utnämndes till hovrättsråd 1988 och var rättschef i Bostadsdepartementet 1989–1991. Hon var ordförande i Arbetsdomstolen 1991–1998. Nina Pripp var justitieråd i Högsta domstolen 1998–2007. Pripp var även ordförande i Jämställdhetsnämnden 2006–2007.

## Utmärkelser
- H.M. Konungens medalj i guld av 12:e storleken i Serafimerordens band (2012)